# Caborana
Caborana är en ort i Spanien.   Den ligger i provinsen Province of Asturias och regionen Asturien, i den norra delen av landet, 300 km nordväst om huvudstaden Madrid. Caborana ligger 323 meter över havet och antalet invånare är 1 380.
Terrängen runt Caborana är kuperad åt nordväst, men åt sydost är den bergig. Caborana ligger nere i en dal. Runt Caborana är det ganska glesbefolkat, med 36 invånare per kvadratkilometer. Närmaste större samhälle är Langreo, 14,5 km norr om Caborana. I omgivningarna runt Caborana växer i huvudsak blandskog.